# Ladevèze-Ville
Ladevèze-Ville (en occitano, La Devesa Vila) es una comuna francesa situada en el departamento de Gers, en la región de Occitania.

## Demografía
| 205 | 241 | 281 | 254 | 250 | 249 | 217 |
| Para los censos de 1962 a 1999 la población legal corresponde a la población sin duplicidades (Fuente: INSEE [Consultar]) |     |     |     |     |     |     |